# Diplopseustis
Diplopseustis é um gênero de mariposa pertencente à família Crambidae.

## Distribuição
O gênero possui sete espécies, que se encontram distribuídas nas regiões Afro-tropical, Indo-malaia e na Australásia.

## Espécies
- Diplopseustis constellata  Warren, 1896
- Diplopseustis metallias  Meyrick, 1897
- Diplopseustis nigerialis  Hampson, 1906
- Diplopseustis pallidalis  Warren, 1896
- Diplopseustis perieresalis  (Walker, 1859)
- Diplopseustis prophetica  Meyrick, 1887
- Diplopseustis selenalis  Hampson, 1906